# Daalseweg (Nijmegen)
De Daalseweg is een straat in het oosten van de Nederlandse stad Nijmegen. De straat loopt in zuidelijke richting door de wijken Altrade en Hengstdal. Ongeveer halverwege de Daalseweg ligt een rotonde, waarop de Koolemans Beynenstraat en de Van Langeveldstraat uitkomen. Ten zuiden van deze rotonde splitst de Tooropstraat zich af van de Daalseweg.
Het is zowel een woon- als winkelstraat. Sinds 1963 is er een filiaal van Albert Heijn. Ook zijn er een doe-het-zelfzaak en vestigingen van Kruidvat, Odin en Bruna.

## Naam
De naam Daalsche Weg (eerder: Veldweg) was al bekend in de 19e eeuw, maar had niet op precies dezelfde weg betrekking als tegenwoordig. Het meest noordelijke stuk is later hernoemd tot Prins Hendrikstraat. De huidige Jacob Canisstraat, een andere straat waar de Daalseweg in het noorden op uitkomt, was vanaf 1882 zelf een stuk van de Daalscheweg, en heette vanaf 1891 Daalschestraat. Het meest zuidelijke stuk werd in 1899 eerst hernoemd tot Fortweg, sinds 1923 is dit de Tooropstraat.

## Markante punten
De Daalseweg is vooral bekend vanwege de begraafplaats Daalseweg, die in 1885 werd ingewijd als eerste rooms-katholieke begraafplaats van de stad. Hier liggen meerdere bekende personen begraven. 
Aan de rotonde, op de hoek met de Koolemans Beynenstraat, staat een sculptuur uit 1993 van Jan Samsom, genaamd "Moenen en Mariken". Op dezelfde hoek bevindt zich het gemeentelijk badhuis.
Het gebouw van de voormalige Prins Hendrikkazerne staat op de hoek van de Daalseweg en de Dommer van Poldersveldtweg.